# لماذا أنا ملحد (كتاب)
لماذا أنا ملحد؟ هي رسالة كتبها إسماعيل أدهم سنة 1937، وقال في مستهلها إنه كتبها بعد أن قرأ رسالة للشاعر أحمد زكي أبو شادي عنوانها «عقيدة الألوهية». إذ أعلن أدهم في هذا الكتاب أنه سعيد مطمئن لهذا الإلحاد، تماما كما يشعر المؤمن بالله بالسعادة والسكينة. وقد رد على هذه الرسالة الكاتب محمد فريد وجدي في مقالة بعنوان «لماذا هو ملحد» حاول أن يفند فيها الأفكار المطروحة في الرسالة.